# Dąbrowa-Moczydły
Dąbrowa-Moczydły – wieś w Polsce położona w województwie podlaskim, w powiecie wysokomazowieckim, w gminie Szepietowo.
Zaścianek szlachecki Moczydła należący do okolicy zaściankowej Dąbrowa położony był w drugiej połowie XVII wieku w ziemi drohickiej województwa podlaskiego. W latach 1975–1998 miejscowość administracyjnie należała do województwa łomżyńskiego.
Wierni kościoła rzymskokatolickiego należą do parafii św. Stanisława Biskupa i Męczennika w Dąbrowie Wielkiej.

## Części wsi
| SIMC    | Nazwa   | Rodzaj     |
| ------- | ------- | ---------- |
| 1013890 | Zabiele | przysiółek |

## Historia
W 1673 r. we wsi mieszkali Dąbrowscy o przydomkach: Szalk, Krupik, Koślik. W XVIII w. zanotowano Dąbrowskich: Wronę i Sałka.
Na początku XIX w. dom szynkowy prowadził starozakonny, Jośko Siciowicz.
W XIX w. miejscowość tworzyła tzw. okolicę szlachecką Dąbrowa w powiecie mazowieckim, gmina Szepietowo, parafia Dąbrowa Wielka
.
W roku 1827 okolicę tworzyły:
- Dąbrowa-Bybytki, 9 domów i 66 mieszkańców. Folwark Bybytki z przyległymi w Łazach i Nowejwsi o powierzchni 324 morgów
- Dąbrowa-Cherubiny, 17 domów i 95 mieszkańców
- Dąbrowa-Gogole, 14 domów i 71 mieszkańców
- Dąbrowa-Kity, 3 domy i 23 mieszkańców
- Dąbrowa-Łazy, 29 domów i 170 mieszkańców
- Dąbrowa-Michałki, 21 domów i 125 mieszkańców
- Dąbrowa-Moczydły, 24 domy i 149 mieszkańców
- Dąbrowa-Nowawieś
- Dąbrowa-Szatanki, 8 domów i 60 mieszkańców
- Dąbrowa-Tworki, 6 domów i 46 mieszkańców
- Dąbrowa-Wielka
- Dąbrowa-Dołęgi, 28 domów i 139 mieszkańców
- Dąbrowa-Rawki, 17 domów i 127 mieszkańców (obecnie nie istnieje)
- Dąbrowa-Zgniła, parafia Jabłonka, 31 domów i 150 mieszkańców (obecnie nie istnieje)[10].

Współcześnie istnieją również:
- Dąbrowa-Kaski
- Dąbrowa-Wilki
- Dąbrowa-Zabłotne

W roku 1921 naliczono tu 20 budynków z przeznaczeniem mieszkalnym oraz 5 innych zamieszkałych i 128. mieszkańców (62. mężczyzn i 66 kobiet). Narodowość polską podało 125 osób, a 3 białoruską.
Latem, 1945 r. na terenie miejscowości doszło do potyczki między oddziałem zbrojnego podziemia a wojskami sowieckimi i oddziałami UB.

### Szkoła
Od 1924 roku jednoklasowa szkoła powszechna, liczyła 28 uczniów, w 1925 – 50. Od 1930 szkoła dwuklasowa, liczyła 89 uczniów, w 1932 – 97. 
Nauczyciele: 1925 – Razikowa Maria, Wojtkowski Augustyn, 1928 – Bednarczykowa Wanda, 1929 – Jaremczuk Teodor odszedł, Ostafijczyk Józef, 1932 – Kiczkówna Salomea, Ostafijczyk J., 1941 – Brzóska Eugenia, Zarembianka Helena.

## Obiekty zabytkowe
- krzyż przydrożny, żeliwny, na kamiennej podstawie z 1889 r.[13]

## Galeria

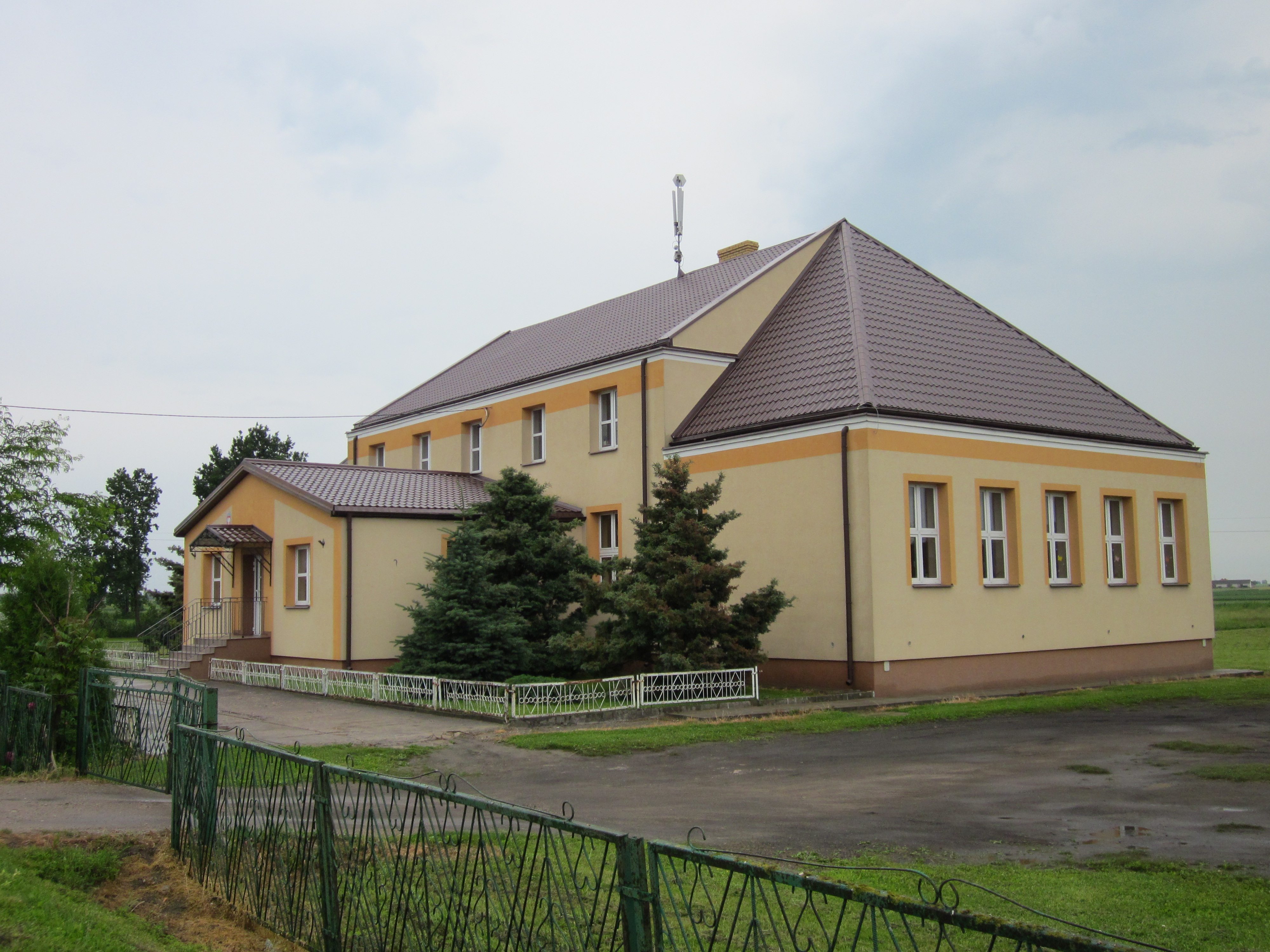
Szkoła Podstawowa
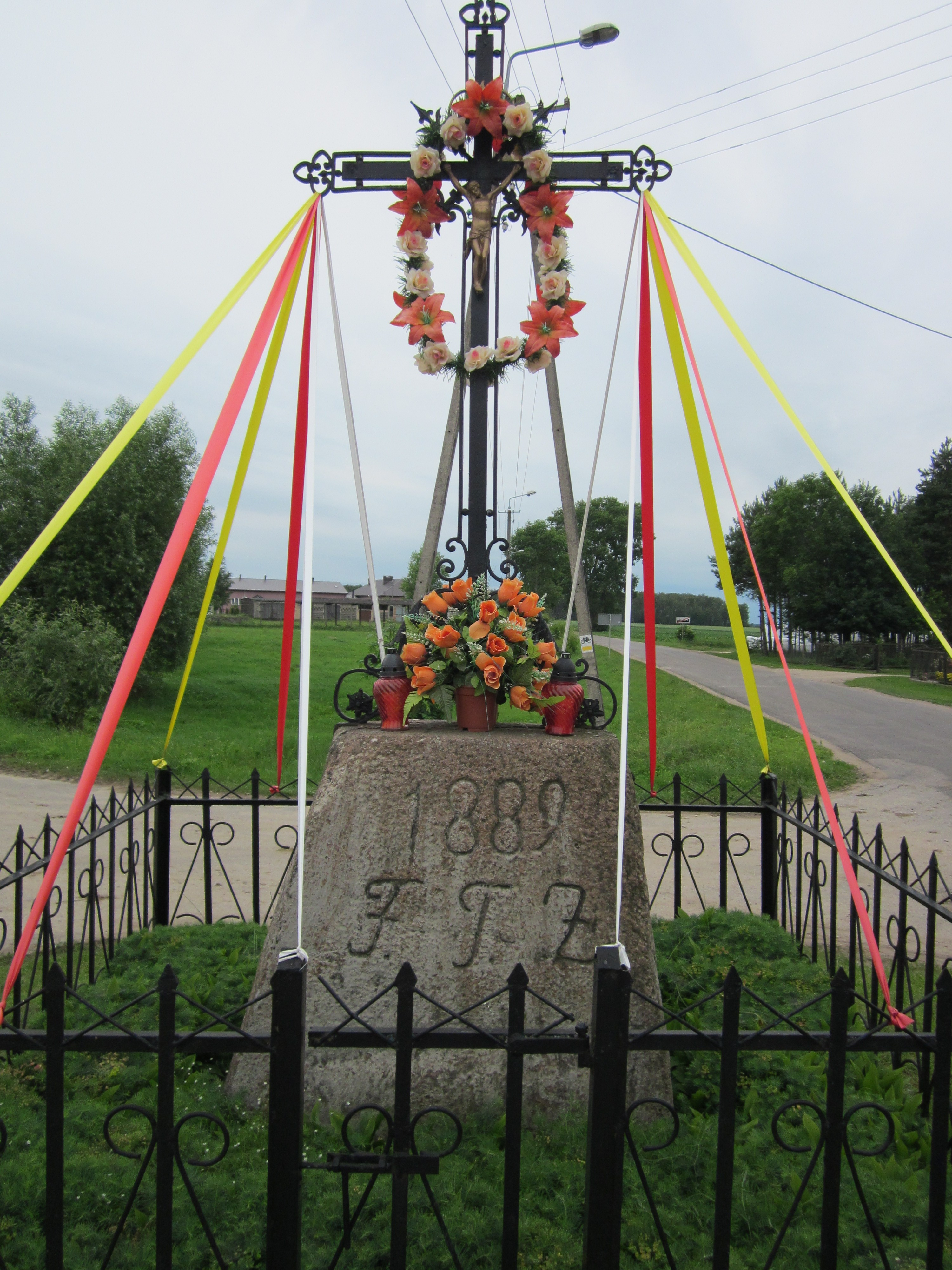
Krzyż przydrożny
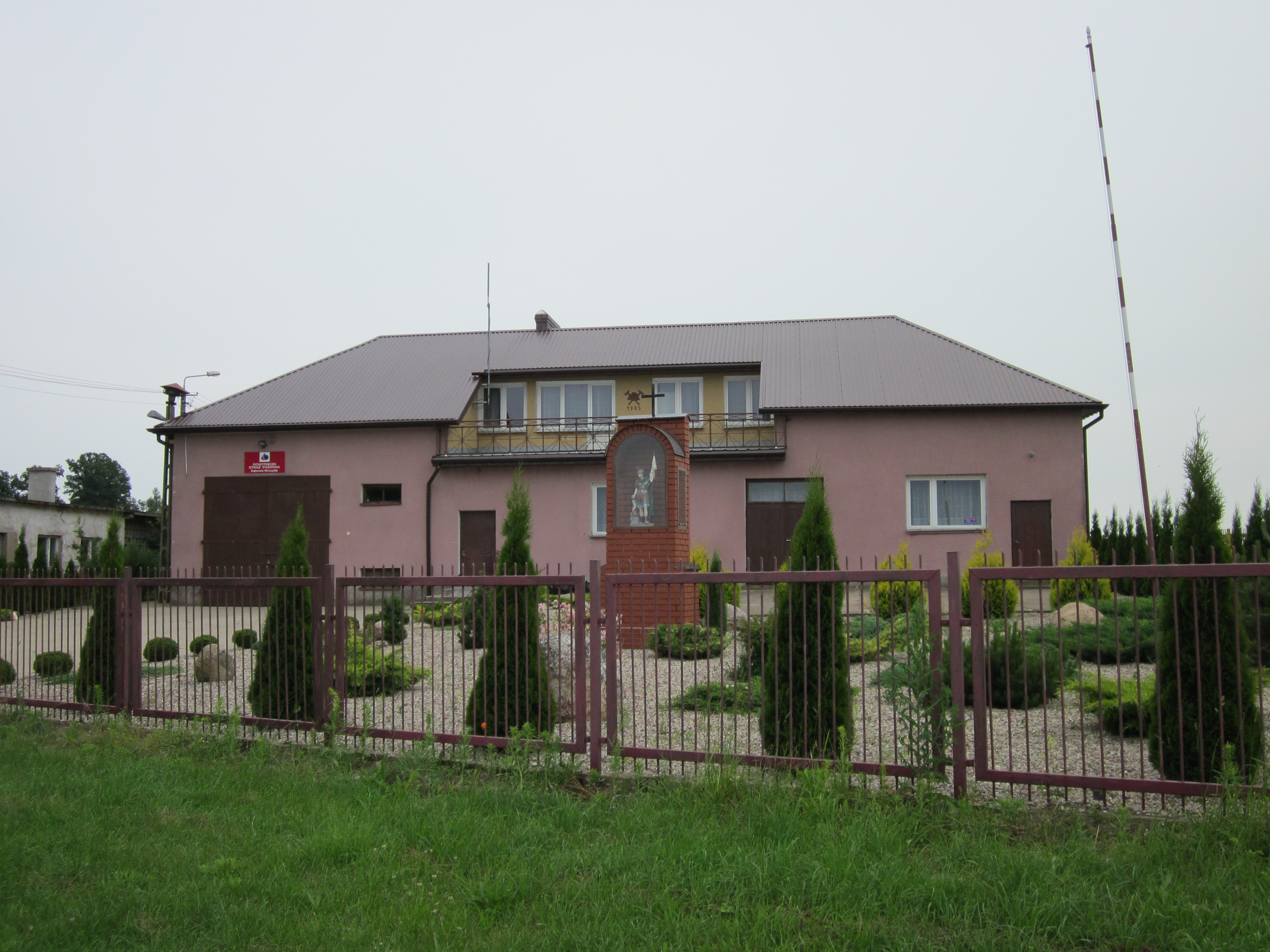
Remiza OSP